# Зовнішня політика Великої Британії
Зовнішня політика Великої Британії — система транскордонних відносин,  що склалася історично між Британією, іншими державами та міжнародними організаціями. Велика Британія — постійний член Ради безпеки ООН. З регіональних організацій Велика Британія входить в ОБСЄ, Раду Європи, НАТО. Також Сполучене Королівство має угоди з Ірландією (Good Friday Agreement), що стосуються власної території — Північної Ірландії.
Дипломатичні зовнішні зносини Сполученого Королівства ведуться Міністерством закордонних справ і у справах Співдружності націй Великої Брита́нії. Прем'єр-міністр та численні відомства відіграють певну роль у встановленні політики і багато установ та підприємств мають голос і відіграють певну роль.
Велика Британія була першою владою у світі 18, 19 і початку 20 століть, особливо в період так званої "Pax Britannica" — періоду абсолютно неперевершеного панування та безпрецедентного міжнародного миру в період із середини до кінця 1800-х років. Країна продовжувала широко вважатися "наддержавою", аж до суецької кризи 1956 року. Цей незручний інцидент разом з втратою імперії спричинив те, що домінуюча роль Великої Британії у глобальних справах поступово зменшувалася. Тим не менш, Сполучене Королівство залишається великою державою та постійним членом Ради Безпеки ООН, членом-засновником G7, G8, G20, НАТО, ОЕСР, СОТ, Ради Європи, ОБСЄ та Співдружності Націй, яка є спадщиною Британської імперії. Велика Британія є членом Європейського Союзу (і членом її попередників) з 1973 року, однак завдяки результатам референдуму 2016 року, в 2017 році розпочалася процедура виходу з ЄС. Після голосування, політики почали укладати нові торговельні угоди з іншими глобальними партнерами.

## Історія
1814-1914
Британські зовнішні відносини в основному були успадковані від місця Королівства Англії у світі до об'єднання Великої Британії в єдине Сполучене Королівство. Британська зовнішня політика спочатку була спрямована на досягнення балансу влади в Європі і жодна країна не домоглася панування над справами континенту. Це була основна причина британських воєн проти Наполеона та участі Великої Британії у Першій та Другій світових війнах. Головним ворогом британців, починаючи від Столітньої війни до поразки Наполеона (1337-1815), була Франція, велика країна з більш могутньою армією. Британці, як правило, були успішними у багатьох війнах, за винятком американської Війни за незалежність (1775-1783), коли Британія, без будь-яких великих союзників, зазнала поразки колоніалів, які мали підтримку Франції, Нідерландів та Іспанії. Сприятлива дипломатична стратегія — субсидування армій континентальних союзників, таких як Пруссія, тим самим перетворюючи величезну фінансову потужність Лондона на військові переваги. Британія значною мірою спиралася на свій Королівський флот щодо безпеки, прагнучи зберегти її на самому потужному флоті на плаву з повним комплектом баз в усьому світі. Британське панування морів було життєво важливим для формування Британської імперії, що було досягнуто завдяки підтримці військово-морського флоту, більшого, ніж наступні два найбільших військово-морські сили, поєднані досягненнями 19-го та початку 20-го століть, до вступу Сполучених Штатів у Другу світову війну.

### 1920-ті роки
Британія була "проблемним гігантом" та була менш домінуючою ніж раніше дипломатичною силою в 1920-х роках. Часто доводилося поступатися Сполученим Штатам, які неодноразово користувалися своєю фінансовою перевагою. Основні теми зовнішньої політики Великої Британії включали роль у Паризькій мирній конференції 1919 року, де Ллойд Джордж наполегливо працював, щоб пом'якшити французькі вимоги. Він був частково успішним, але незабаром Британії довелося стримувати французьку політику щодо Німеччини, як і в Локарнських домовленостях. Британія була активним членом нової Ліги Націй, але список її основних досягнень був невеликим.
Роззброєння було дуже важливим, і Велика Британія відіграла важливу роль після Сполучених Штатів на Вашингтонській морській конференції 1921 р., працюючи над морським роззброєнням основних держав. До 1933 р. роззброєння зазнало невдачі, а питання вже полягало у переозброєнні для війни проти Німеччини. Велика Британія була набагато менш успішною в переговорах з США щодо великих позик. Велика Британія підтримала американське рішення через План Дауеса та План Юнга, завдяки чому Німеччина виплатила свої відшкодування за рахунок коштів, запозичених у банках Нью-Йорка. Велика депресія, починаючи з 1929 року, завдала величезного тиску на британську економіку. Англія рухалася у сторону імперської переваги, що означало низькі тарифи між Співдружністю націй та вищі бар'єри для торгівлі з іншими країнами. Потік грошей з Нью-Йорка вичерпався, а система відшкодування та погашення заборгованості зникла в 1931 році.
У внутрішній політиці Британії нова Лейбористська партія мала відмітну та підозрілу зовнішню політику яка базувалася на  пацифізмі. Її лідери вважали, що мир неможливий через капіталізм, таємну дипломатію та торгівлю озброєннями. Саме це підкреслювало матеріальні фактори, які ігнорували психологічні спогади про Велику війну і надзвичайно емоційну напругу щодо націоналізму та кордонів країн. Тим не менш, лідер партії Рамсей Макдональд приділяв значну увагу європейській політиці.

### 1930-ті
Яскраві спогади про жахи та загибелі у Світовій війні спонукали багатьох британців та їх лідерів у всіх партіях до пацифізму в міжвоєнну епоху. Це призвело безпосередньо до заспокоєння диктаторів, щоб уникнути загроз війни від них.
Виклик прийшов від диктаторів, спочатку з Італії від Беніто Муссоліні, а потім від Адольфа Гітлера з більш потужної нацистської Німеччини. Ліга Націй стала розчаруванням для своїх прихильників, адже вона не змогла врегулювати жодну загрозу зі сторони диктаторів. До 1938 року було зрозуміло, що війна наступала і Німеччина мала найпотужніший воєнну силу у світі. Остаточний акт заспокоєння настав тоді, коли Британія та Франція пожертвували Чехословаччину за вимогами Гітлера згідно з Мюнхенською угодою 1938 року. Замість насичення Гітлер загрожував Польщі, і нарешті прем'єр-міністр Невіл Чемберлен відмовився від політики умиротворення і твердо стояв на тому щоб захищати Польщу. Гітлер, однак, розірвав угоду з Йосипом Сталіним, щоб розділити Східну Європу, коли у вересні 1939 року Німеччина вторгнулася до Польщі, Велика Британія та Франція оголосили війну. Британська Співдружність в свою чергу пішла за лондонським лідером.

### З 1945 року
Економічно у відчайдушному стані в 1945 році Британія систематично зменшувала свої закордонні зобов'язання. Це додало їй нових зобов'язань як активного учасника "холодної війни" проти комунізму, особливо як члена-засновника НАТО.
Британці створили дуже велику всесвітню Британську імперію, яка в 1922 р. набула найбільшого значення після більш ніж півстолітнього безперечного глобального панування. Однак сукупні витрати на боротьбу з двома світовими війнами нанесли тяжкий тягар на економіку Великої Британії, а після 1945 року Британська імперія поступово стала дезінтегруватися, при цьому багато територій отримали незалежність. Від середині до кінця 1950-х років статус Великої Британії як наддержави значною мірою зменшувався зростанням Сполучених Штатів та Радянського Союзу. Багато колишніх колоніальних територій приєдналися до Співдружності націй, організації цілком незалежних держав, які зараз мають рівний статус для Великої Британії. Британія нарешті звернула свою увагу на континент, вступивши до Європейського Союзу.
Практично всі колонії стали незалежними. Британія зменшила свої втручання на Близькому Сході, з принизливою суецькою кризою 1956 року, що означав кінець її статусу наддержави. Проте Британія вступає у військовий альянс НАТО з тісними військовими зв'язками з США, Францією та традиційними ворогами, такими як Німеччина. Після багатьох років дебатів Велика Британія приєдналася до Європейської економічної спільноти в 1973 році, що зараз називається Європейський Союз. Проте вона не зливалася фінансово і зберігала фунт окремо від євро, що частково ізолювало її від фінансової кризи ЄС 2011 року. Станом на 23 червня 2016 року Велика Британія проголосувала за вихід з ЄС.
В даний час в Об'єднаному Королівстві встановлюються повітряні та морські об'єкти в Перській затоці, розташовані в ОАЕ та Бахрейні. Також розглядається присутність в Омані.

#### 21 століття
Зовнішньополітичні ініціативи урядів Великої Британії з 1990-х років включали військове втручання в конфлікти та миротворчі операції, програми гуманітарної допомоги та збільшення видатків на допомогу, підтримку створення Міжнародного кримінального суду, полегшення боргів для країн, що розвиваються, визначення пріоритетів ініціатив з вирішення питань зміни клімату, та сприяння вільній торгівлі. Британський підхід був описаний як "поширення правильних норм і підтримка НАТО".